# Apostolica sollicitudo

Wappen Papst Pauls VI.

Apostolica sollicitudo (dt.: Die apostolische Sorge) ist der Titel eines Apostolischen Schreibens in Form eines Motu Proprio von Papst Paul VI., welches er am 15. September 1965 promulgierte. Mit diesem Schreiben „über die Errichtung der Bischofssynode für die ganze Kirche“ etablierte er die Bischofssynode, die als die repräsentative Vertretung des Bischofskollegiums angesehen werden kann.

## Beweggründe
Dieses „Motu Proprio“ wurde vor dem Dekret „Christus Dominus“ (Über die Hirtenaufgabe der Bischöfe) veröffentlicht, in diesem Konzilsdokument wurde erstmals von der Einsetzung eines Rates gesprochen, der sich „aus ausgewählten Bischöfen sämtlicher Erdteile zusammensetzen soll, und die Bezeichnung  Bischofssynode tragen soll.“ In dieser Institution sollen die Bischöfe „einen wirksameren Beistand in der vom Papst bestimmten oder noch zu bestimmenden Weise“ leisten.
Paul VI. hatte also im „vorausschauenden Gehorsam“ dem Wunsch der Konzilsväter entsprochen und hegte den Wunsch, den positiven und kollegialen Geist des Zweiten Vatikanischen Konzils fortleben zu lassen. Man kann auch unterstellen, dass der Papst den Konzilsvätern zuvorkommen wollte, da er befürchtete, dass die Bischöfe – bei der Leitung der universalen Kirche – mehr Mitspracherechte einfordern könnten.

## Präambel
„…Ganz im Einklang damit hat sich also insbesondere während der Feier des Zweiten Vatikanischen Ökumenischen Konzils diese innere Überzeugung vertieft und gefestigt, wie bedeutsam und notwendig es ist, zum Wohl der Gesamtkirche mehr und mehr Hilfe und Dienst der Bischöfe mit einzusetzen. Ja gerade auch das Ökumenische Konzil wurde Uns zur Veranlassung, dass Wir den Vorsatz fassten, einen besonderen Rat der geistlichen Oberhirten für dauernd zu errichten, und zwar in der Absicht, dass auch nach dem Abschluss des Konzils dem christlichen Volk weiterhin jene Fülle an Wohltat und Segen zuströme, die zur Konzilszeit aus Unserer engen Verbindung mit den Bischöfen glücklich erfahren wurde.

Nun aber, da sich das Zweite Vatikanische ökumenische Konzil seinem Ende zuneigt, halten Wir die geeignete Zeit dafür gekommen, den lang gefassten Vorsatz endlich zur Verwirklichung zu bringen; Wir tun das um so lieber noch, weil Wir die Bischöfe des katholischen Erdkreises diesem Unserem Vorhaben ganz offen geneigt wissen, wie aus den darüber im Ökumenischen Konzil von sehr vielen geistlichen Hirten ausgesprochenen Wünschen und Meinungsäußerungen feststeht.

So errichten und bestellen Wir nach reiflicher, allseitiger Überlegung gemäß Unserer Hochschätzung und Ehrerbietung für alle katholischen Bischöfe, und damit diesen reichere Gelegenheit gegeben werde, in noch offenkundigerer und wirksamerer Weise an Unserer Sorge für die Gesamtkirche teilzunehmen, das heißt aus eigenem Entschluss und aus Unserer apostolischen Autorität in dieser Ewigen Stadt einen ständigen Rat von Bischöfen für die gesamte Kirche, der direkt und unmittelbar Unserer Vollmacht unterstellt ist, und dem Wir einen eigenen Namen BISCHOFSSYNODE geben. (vergl. Apostolica sollicitudo)“

## Anordnungen
Es folgen kirchenrechtliche Bestimmungen und Anordnungen, mit denen die Gliederung, die Aufgaben, die Versammlungsformen und die Arbeitsweisen dieser neuen Institution festgelegt werden. Der Papst definiert die allgemeinen, die speziellen und nächsten Ziele der Bischofssynode und setzt für die kontinuierliche und effiziente Zusammenarbeit ein Generalsekretariat ein.

## Neue Konstitution
Am 18. September 2018 trat die Apostolische Konstitution Episcopalis communio von Papst Franziskus in Kraft. Sie regelt die Bestimmungen zur Vor- und Nachbereitung der Vollversammlungen.